# John Howard (major)
Pour les articles homonymes, voir Howard et John Howard.
Le major John Howard, né le 8 décembre 1912 dans le quartier de West End, à Londres et mort le 5 mai 1999, est un officier de l'armée britannique pendant la Seconde Guerre mondiale qui s'est illustré lors du débarquement de Normandie le 6 juin 1944.

## Biographie
John Howard naît le 8 décembre 1912 dans le West End de Londres.
Il rejoint l'armée à l'âge de 19 ans. Officier de l'armée britannique pendant la Seconde Guerre mondiale, il est l'un des premiers militaires à mettre le pied sur le continent le 6 juin 1944 lors du débarquement de Normandie.
Il est le commandant d'une unité arrivée par planeur et qui devait capturer les deux ponts près de Bénouville en Normandie. Celui sur le canal de Caen à la mer prend le nom de Pegasus Bridge (Pont Pégase) après la guerre en référence à l'insigne porté par les paras britanniques.
John Howard quitte l'armée en 1946 après un accident de voiture (graves blessures aux jambes et à la hanche).
Il travaille ensuite pour le ministère de l'Agriculture britannique avant de prendre sa retraite dans les années 1970.
Il meurt le 5 mai 1999 dans un hôpital de Surrey en Angleterre.
Chaque année, le 6 juin, il retournait au pont pour déposer une gerbe commémorative au lieu où son planeur avait atterri.

## Décoration
- Ordre du Service distingué (Royaume-Uni)
- Croix de guerre 1939–1945, palme de bronze (France)

## Hommages, postérité

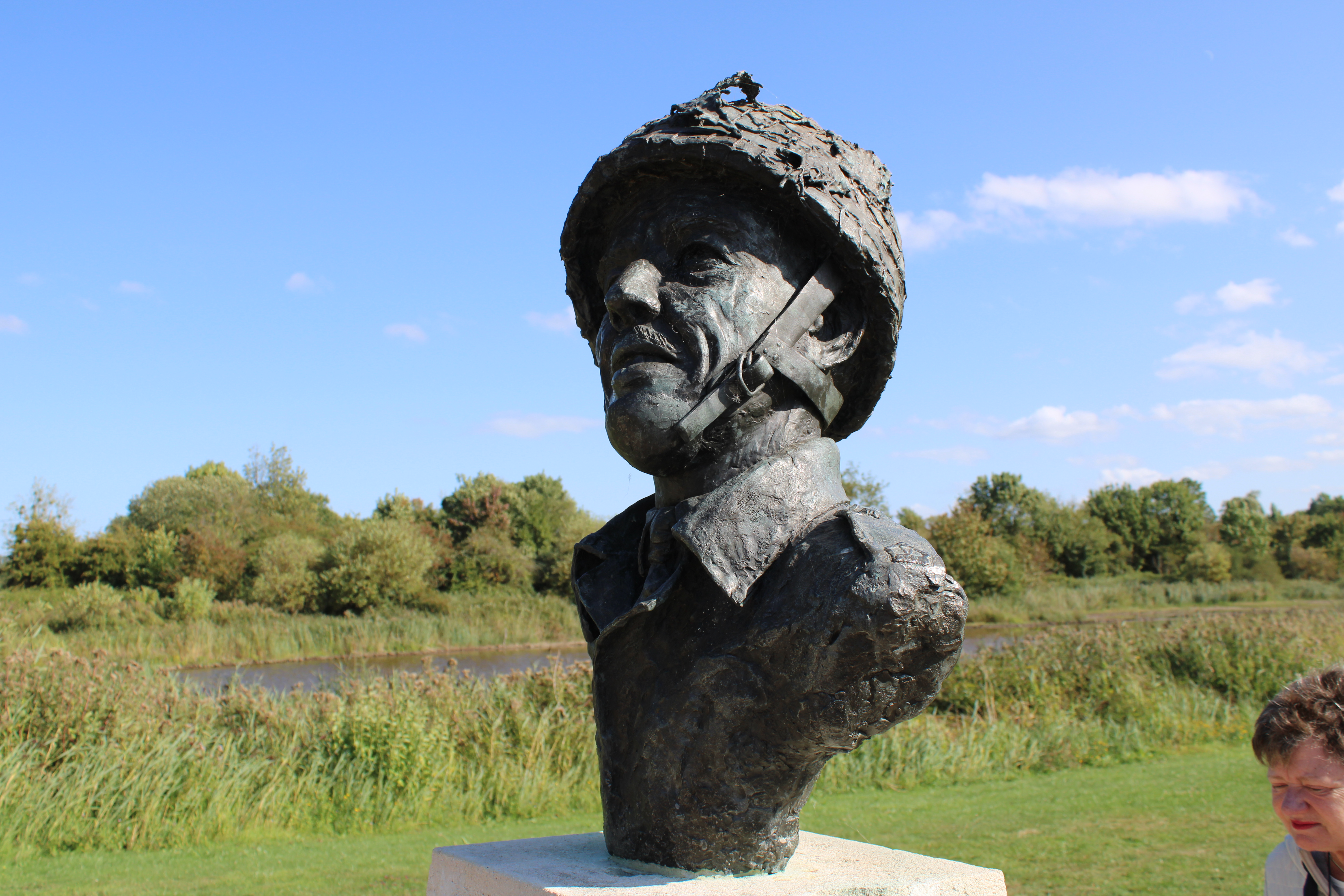
Buste à Bénouville.

- Dans le film Le jour le plus long, le major Howard est joué par l'acteur britannique Richard Todd, qui fut lui-même parachutiste dans l'une des unités qui prirent le Pegasus Bridge.
- Un buste le représentant réalisé par Vivien Mallock (en) à Bénouville, près de Pegasus Bridge.